# Сан Бенедето Белбо
Сан Бенедето Белбо (итал. San Benedetto Belbo) је насеље у Италији у округу Кунео, региону Пијемонт.
Према процени из 2011. у насељу је живело 104 становника. Насеље се налази на надморској висини од 634 м.

## Становништво
Према резултатима пописа становништва 2011. у општини је живело 191 становника.
| 1931. | 1936. | 1951. | 1961. | 1971. | 1981. | 1991. | 2001. | 2011. |
| ----- | ----- | ----- | ----- | ----- | ----- | ----- | ----- | ----- |
| 449   | 461   | 418   | 282   | 202   | 215   | 202   | 192   | 191   |